# Solar Ash
Solar Ash est un jeu vidéo d'action-aventure développé par Heart Machine et édité par Annapurna Interactive, sorti le 2 décembre 2021 sur PC (dont Windows), PlayStation 4 et PlayStation 5.

## Développement
Solar Ash est développé par le studio indépendant Heart Machine. Solar Ash est considéré comme une suite spirituelle du précédent titre du studio Hyper Light Drifter. Le projet débute courant 2018. Il est d'abord annoncé sous l'intitulé Solar Ash Kingdom sur PC et distribué exclusivement sur l'Epic Games Store, à une date de sortie inconnue. Le jeu est conçu en trois dimensions minimalistes aux couleurs chatoyantes,.

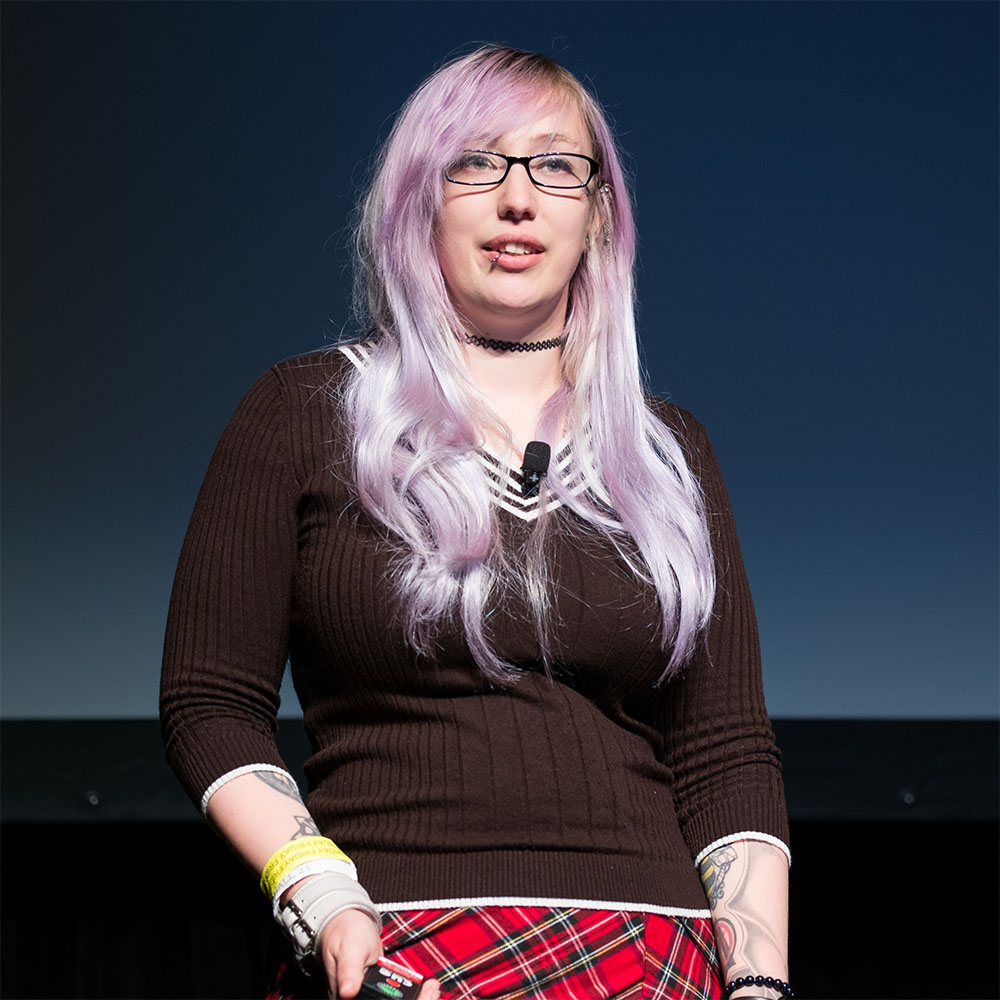
Zoë Quinn, directeur narratif du jeu Solar Ash.

Le jeu est à nouveau présenté lors de la conférence de presse de Sony ayant pour thème la PlayStation 5. En effet, le jeu est annoncé pour 2021, sur PlayStation 5 et aussi PlayStation 4, tandis qu'il est renommé Solar Ash,.